# Haïti aux Jeux olympiques d'été de 2008
Haïti participe aux Jeux olympiques d'été de 2008 à Pékin.

## Engagés
Dix sportifs haïtiens participent aux Jeux olympiques de Pékin (sept athlètes, 2 judokas et un boxeur).

### Athlétisme
- Barbara Pierre
- Dudley Dorival
- Nadine Faustin
- Moise Joseph
- Ginou Etienne
- Dayana Octavien
- Marvin Bien-Aimé

#### Hommes
| Épreuve          | Athlète        | Séries   | Séries | Quarts de finale | Quarts de finale | Demi-finales | Demi-finales | Finale   | Finale |
| Épreuve          | Athlète        | Résultat | Rang   | Résultat         | Rang             | Résultat     | Rang         | Résultat | Rang   |
| ---------------- | -------------- | -------- | ------ | ---------------- | ---------------- | ------------ | ------------ | -------- | ------ |
| 110 mètres haies | Dudley Dorival | 13.78    | 7e Q   | 13.71            | 7e               | -            | -            | -        | -      |

#### Femmes
| Épreuve          | Athlète               | Séries   | Séries | Quarts de finale | Quarts de finale | Demi-finales | Demi-finales | Finale   | Finale |
| Épreuve          | Athlète               | Résultat | Rang   | Résultat         | Rang             | Résultat     | Rang         | Résultat | Rang   |
| ---------------- | --------------------- | -------- | ------ | ---------------- | ---------------- | ------------ | ------------ | -------- | ------ |
| 100 mètres       | Barbara Pierre        | 11.52    | 4e Q   | 11.56            | 5e               | -            | -            | -        | -      |
| 400 mètres       | Ginou Etienne         | 53.94    | 6e     | -                | -                | -            | -            | -        | -      |
| 100 mètres haies | Nadine Faustin-Parker | 13.25    | 6e     | -                | -                | -            | -            | -        | -      |

### Boxe
- Azea Austinama

| Athlète        | Catégorie               | 16e de finale       | 8e de finale        | Quart de finale     | Demi-finale         | Finale              |
| Athlète        | Catégorie               | Adversaire Résultat | Adversaire Résultat | Adversaire Résultat | Adversaire Résultat | Adversaire Résultat |
| -------------- | ----------------------- | ------------------- | ------------------- | ------------------- | ------------------- | ------------------- |
| Azea Augustama | Poids mi-lourds (-81Kg) | Silva Défaite 2-6   | -                   | -                   | -                   | -                   |

### Judo
- Joël Brutus
- Ange Mercie Jean-Baptiste